# NGC 3595
NGC 3595 је елиптична галаксија у сазвежђу Велики медвед која се налази на NGC листи објеката дубоког неба.
Деклинација објекта је + 47° 26' 49" а ректасцензија 11h 15m 25,4s. Привидна величина (магнитуда) објекта NGC 3595 износи 12,1 а фотографска магнитуда 13,1. NGC 3595 је још познат и под ознакама UGC 6280, MCG 8-21-9, CGCG 242-14, near SAO 43659, PGC 34325.